# Paranormalno (film)
Paranormalno (izviren angleški naslov: Paranormal Activity) je ameriška nadnaravna grozljivka iz leta 2007, delo, scenarista, urednika in režiserja Oren Pelija. Je prvi (po zgodbi tretji) film  istoimenske filmske serije; zgodba sledi mlademu paru Katie in Micahu, ki sta priča paranormalni dejavnosti v njunem domu. Film je posnet v stilu najdenih posnetkov, sestavljen iz posnetkov kameram, ki jih je v zgodbi par nastavil, da bi lažje razumel, kaj se dogaja. 
Film je sicer neodvisen, vendar ga je leta 2007 prevzel distributor Paramount Pictures, ki ga je preuredil in mu dal nov konec. Film je izšel v nekaterih kinematografih v ZDA 25. septembra 2009, in 16. oktobra 2009 na celotnem ozemlju države. Samo v ZDA je prinesel skoraj 108 milijonov USD prihodkov in še 85 milijonov USD v tujini, torej skupno 193 milijonov. Paramount/DreamWorks je za filmske pravice plačal 350.000 USD. Je glede na proračun najdonosnejši film v zgodovini. 
Nadaljevanje Paranormalno 2 je izšlo 22. oktobra 2010. Uspeh prvih dveh filmov je prinesel še več filmov iz te serije: Paranormalno 3 21. oktobra 2011, Paranormalno 4 19. oktobra 2012, Paranormalno: Označeni  3. januarja 2014 in Paranormalno: Dimenzija duhov 23. okobra 2015. 

## Vsebina
Mlad par, Katie in Micah, se preseli v novo hišo v San Diegu. Ker Katie trdi, da jo zlobna pojava straši že od otroštva, Micah postavi kamero v spalnico, da bi posnel paranormalno aktivnost ponoči. Katie najame poznavalca paranormalnih pojavov dr. Fredricha, ki ugotovi, da Katie zasleduje demon, ki se hrani z negativno energijo in si želi prevzeti Katie. Svetuje jima, naj ne poskušata komunicirati z demonom in da naj po potrebi pokličeta demonologa dr. Johanna Averiesa. Katie je zelo zainteresirana, Micah pa teh stvari ne vzame resno. 
Kamera ujame številne nenavadne dogodke, ki so na začetku manjši, na primer razni zvoki, samodejno prižiganje luči in premikanje vrat. Micah demona zmerja in izziva, kar stvari še poslabša. Trinajsto noč demon glasno zarjove in strese celo hišo. Snemalci zvoka, ki jih je postavil Micah, posnamejo nenavaden zvok, ko Micah vpraša demona ali bi želel komunicirati s ploščo za klicanje duhov. Petnajsto noč se Katie zbudi sredi noči in dve uri stoji ob postelji ter strmi v Micaha, kasneje pa se odpravi ven. Micah skuša prepričati Katie, naj se vrne v hišo, vendar ona ne želi. Naslednji dan se Katie teh dogodkov ne spomni.
Micah domov prinese ploščo za klicanje duhov, kar razburi Katie. Ko zapustita hišo, kamera posname nevidno silo premikati kazalo na plošči, ki sestavi neznano sporočilo, ki nato zagori. Katie si video ogleda in prosi Micaha, da pokličeta strokovnjaka, vendar jo on ponovno zavrne. Sedemnajsto noč Micah po tleh hodnika in spalnice potrese otroški puder. Par se zbudi in odkrije nečloveške stopinje, ki vodijo na podstrešje. Tam Micah najde ožgano fotografijo majhne Katie, ki je mislila, da je bila fotografija uničena v nerazložljivem požaru pred leti. Katie končno pokliče demonologa dr. Averiesa, vendar je ta odsoten. 
Dogodki sedemnajste noči psihično zelo oslabijo par, kar demona samo ojača. V naslednjih nočeh postanejo paranormalni pojavi pogostejši in hujši. Zaradi tega pokličeta dr. Fredricha, ki ugotovi, da je v hiši visoka stopnja demonove prisotnosti, zato ju zapusti, saj meni, da bo v nasprotnem primeru demona samo razjezil. Tako par izgubi vso upanje, kar povzroči, da demon končno iz postelje zvleče Katie ter jo ugrizne, zato ta postane popolnoma obsedena. Micah odkrije ugriz in se odloči, da se bosta preselila v motel, saj so stvari ušle iz nadzora. Pred odhodom pa obsedena Katie prepriča Micaha, da bo vse v redu.
Naslednjo noč Katie vstane in spet dve uri strmi v Micaha, nato pa se odpravi po stopnicah navzdol. Po trenutku tišine začne kričati in Micah steče k njej. Naenkrat Micah zakriči od bolečine, Katie pa se umiri. Nato je slišati težke korake po stopnicah. Micahovo truplo silovito prileti v kamero, ki pade s stojala. Pokaže se Katie, ki je zaradi prisotnosti demona spremenjena. Umazana od krvi počasi vstopi v sobo. Stopi k Micahovem truplu in pogleda v kamero. Pokaže se njen demonsko spremenjen obraz in kamera se ugasne. Sporočilo na koncu pojasni, da je Micahovo truplo našla policija 11. novembra 2006 ter da je Katie izginila neznanokam.

### Drugi konci
Ko je Paramount odkupil film, sta bila ustvarjena še dva konca, vendar je bil v kinih prikazan samo en (izviren konec je bil prikazan na samo eni predstavi).

#### Izvirnik
Ko je Katie odšla po stopnicah in s kričanjem zbudila Micaha, se v spalnico vrne samo Katie z velikim, krvavim kuhinjskim nožem. Usede se zraven postelje z nožem v roki ter v takšnem položaju ostane ves dan. Naslednji dan jo pokliče njena prijateljica Amber. Ko Amber ponoči vstopi v hišo, najde Micahovo truplo, zato začne kričati in steče ven.
Čez uro in pol prispe policija, ki prav tako najde Micahovo truplo. V spalnici najdejo tudi Katie in jo pokličejo po imenu. Ta se zbudi iz prejšnjega stanja in deluje zmedeno. Policist jo prosi, naj odloži nož, vendar ona steče proti njemu, zato jo ustrelijo in ubijejo. Policija začne raziskovati kraj dogodka, kamera pa še vedno snema. 

#### Parmountov konec
Ta konec je mogoče najti le na nekaterih domačih izdajah. Katie ubije Micaha kot v drugih koncih in se vrne v spalnico. Nato zapre in zaklene vrata spalnice ter si z nožem prereže vrat in umre.

#### Neizdan konec
Posnet je bil tudi tretji konec, vendar zaradi njegove brutalne vsebine ni bil izdan.

## Igralci
- Katie Featherston kot Katie
- Micah Sloat kot Micah
- Mark Fredrichs kot dr. Fredrichs
- Amber Armstrong kot Amber
- Ashley Palmer kot Diane
- Spencer Marks kot dr. Johann Averies

## Produkcija
S poskusom, da bi se bolj osredotočil na realizem kot na akcijo in kri, se je Peli odločil posneti film z domačo video kamero. V odločitvi o bolj surovem in nepremičnem formatu (kamera je skoraj vedno bila na stojalu ali na čem drugem) in zmanjšani potrebi po snemalcih je bila ustvarjena »višja stopnja verodostojnosti« za občinstvo, saj se je »več vlagalo v zgodbo kot v like«. Peli je dejal, da je bil dialog naraven, saj ni bilo nobenega pravega scenarija. Namesto tega so igralci dobili zgradbo zgodbe in situacije, na podlagi katerih so improvizirali, podobno tehniko so uporabili tudi pri Čarovnici iz Blaira (The Blair Witch Project). Peli je povedal, da je na avdicije prišlo »nekaj sto ljudi« preden je spoznal Katie Featherson in Micaha Sloata. Najprej ju je sprejel na posamično avdicijo, nato pa še na skupno. Peli je bil navdušen nad kemijo med igralcema in izjavil: »Če bi videli posnetke [avdicije], bi mislili, da se poznata že leta.« Na gostovanju na televizijskem šovu The Jay Leno Show, 3. novembra 2009, sta Sloat in Feathersonova povedala, da sta na LACastingu odkrila, da iščejo igralce. Feathersonova je izjavila, da sta za svoje delo prejela 500 USD.
Film je bil posnet v sedmih dneh po urniku, ki si ga je zamislil Peli. Sloat, ki je nadzoroval kamero večji del filma, je bil nekdanji snemalec na njegovi univerzitetni filmski postaji. »Bil je naporen teden« je povedal Peli, ki je izjavil, da so film snemali podnevi in ponoči in ga hkrati montirali, da so lahko nanj upodabljali vizualne učinke, medtem ko se posnetki predvajajo. Predstavljeni so bili tudi mnogi konci, vendar niso bili vsi posneti.
Film je bil predstavljen leta 2007 na filmskem festivalu Screamfest Horror Film, kjer je tako močno navdušil Kirilla Baruja, asistenta Creative Artists Agency, da je CAA s Pelijem podpisal zastopništvo. Z namenom, da bi našli distributorja filma in/ali delo režije za Pelija, je agencija poslala DVDje filma čim več ljudem v filmski industriji. Tako je film opazil tudi Jason Blum iz Miramax Films, ki je v njem videl potencial. Blum je sodeloval s Pelijem in film preuredil ter ga prijavil na filmski festival Sundance, vendar so ga zavrnili. DVD je prav tako navdušil DreamWorks, predvsem Adama Goodmana, Stacey Snider in nazadnje Stevena Spielberga, ki je tako sklenil dogovor z Blumom in Pelijem.
DreamWorks je nameraval narediti remake filma z večjim proračunom in Pelijevo režijo, izvirnik pa bi bil le dodatek na DVDju. »Niso vedeli, kaj narediti z njim [izvirnikom]«, je povedal Blum; želeli so le biti »v poslu« s Pelijem. Blum in Peli sta se sicer strinjala, vendar sta želela poskusiti s filmsko predstavo izvirnika pred remakom, saj sta menila, da bi ga občinstvo dobro sprejelo.
Med prikazom filma so gledalci začeli odhajati; Goodman je mislil, da je film propadel, dokler ni ugotovil, da občinstvo odhaja, ker je bilo tako prestrašeno. Takrat je ugotovil, da remake ni pametna ideja. Paramount Pictures, ki je leta 2005 prevzelo DreamWorks, je kupilo pravice za film in vsa nadaljevanja za 350.000 USD. Ko je film prevzel Paramount, je prišlo do nekaj sprememb. Nekaj prizorov je bilo izbrisanih, nekaj dodanih in spremenjen je bil konec, saj so posneli dva nova. Konec, ki je bil po izdaji prikazan po celem svetu, je edini od treh, ki je vseboval posebne učinke in je drugačen od tistega prikazanega na Screamfestu in Burbanku. Izdaja v kinematografe je ustavljena, ker je Paramount zaustavil vse DreamWorksove produkcije. Medtem so mednarodni kupci že odkupili pravice za 52 držav. Šele ko je junija 2009 Goodman postal glavni producent pri Paramountu, je bil film napovedan za jesensko izdajo.

## Izdaja
Paranormalno je bilo premierno prikazano na filmskem festivalu Screamfest Horror Film v Severni Ameriki 14. oktobra 2007. Flm je bil prikazan tudi 18. januarja 2008 na filmskem festivalu Slamdance in 6. septembra 2009 na 36. filmskem festivalu Telluride.
Različica z novim koncem, potem ko je Paramount odkupil film, je bila predvajana 25. septembra 2009 v dvanajstih univerzitetnih mestih po ZDA. Enajst od dvanajstih predvajanj je bilo razprodanih. Na svoji spletni strani je režiser Oren Peli pozival uporabnike interneta, da z glasovanjem na Eventful »zahtevajo«, kje se bo film predvajal. To je bilo prvič, da je takšno oglaševanje uporabila večja filmska produkcijska hiša. 8. septembra je Paramount objavil še 20 novih lokacij predvajanja filma 2. oktobra, vključno z večjimi mesti, kot sta New York in Chicago.
3. oktobra je bilo 33 predstav na vseh 20 lokacijah razprodanih in film je prinesel 500.000 USD prihodkov. Dan kasneje je Paramount objavil, da ima film omejeno število lokacij prikazovanja in sicer 40, kjer se bo predvajal vse ure (vključno s predstavami po polnoči). 6. oktobra je Paramount objavil, da se bo film predvajal po vseh ZDA, če bo milijon »zahtev« na Eventfulu, 10. oktobra pa jih je bilo že več kot milijon. Paramount je določil, da bo povečal število lokacij predvajanja 23. oktobra. Novembra je bil film na sporedu po vsem svetu.

### Domača izdaja
Paranormalno ni bilo izdano na nosilcih DVD ali Blu-ray do 29. decembra 2009, torej več kot dve leti po nastanku. Domača izdaja vsebuje tudi enega izmed koncev, ki niso bili prikazani v kinih. V Združenem Kraljestvu sta DVD in Blu-ray izšla 22. marca 2010 z dodatki. Na Nizozemskem je leta 2010 film izšel na videokaseti.
Pred koncem filma se je na DVD izdajah pojavilo za 15 minut imen, kot del posebne promocije. Pred tem se je prikazalo sporočilo: »Oboževalcem, ki so »zahtevali« film, je bil poslan email, če želijo da se pojavi njihovo ime kot zahvala za uspeh filma.«

## Sprejem

### Odzivi kritikov
Film je prejel predvsem pozitivne odzive po izidu. Spletišče Rotten Tomatoes je filmu pripisalo 83 % na podlagi 199 mnenj in ga ocenilo s 7/10. Eno izmed mnenj na spletni strani je: »Z uporabo nizkega proračuna je Paranormalno enostavna, a neusmiljena zgodba o hiši strahov v 90. minutah.« Na spletni strani Metacritic so filmu dali oceno 68 od 100 na podlagi 24 kritik, ki so bile »povečini pozitivne«.
Filmska kritika James Berardinelli in Roger Ebert sta filmu dala 3,5 zvezdice od štirih možnih. Ebert je dejal: »film prikazuje eno mojih najljubših točk, ta tišina in čakanje sta lahko bolj razburljiva kot karkoli. V večini filma se nič ne dogaja in verjemite mi, da vam ne bo dolgčas.« Owen Gleiberman, kritik revije Entertainment Weekly, je film ocenil z A- in ga imenoval za »grozljivega... srhljivega in strašnega« ter dejal, da »Paranormalno postrga stran 30 let skorje klišejev nočnih mor«. Spletišče Bloody Disgusting je film postavilo na 16. mesto svojega seznama »Dvajset najboljših grozljivk desetletja«, zapisali so: »Peli si zasluži pohvale, ker je iztisnil kar največ napetosti iz preprostega sodobnega okolja – navadnega doma v San Diegu. Ne zveni ravno strašljivo, toda Peli zna to narediti grozljivo. Če med ogledom vsaj enkrat ali dvakrat nimate belih členkov od oklepanja naslonjala za roke, verjetno nimate utripa.«
Drugi kritiki niso izrazili odobravanja. Michael Carter je za študentski časopis The Brezee film označil kot »v redu« ter mu pripisal »cenene pretrese in še bolj cenen stil najdenih posnetkov«. David Startton iz avstralske televizijske oddaje At the Movies je dejal, da je film »zelo ne-strašljiv, očiten in poln klišeja. Vse to smo že vsi videli.« Marc Savlov je za časopis The Austin Chronicle film označil za »izjemno mučen You Tube film, ki je se je spretno tržil«. Bill Gibron je za PopMatters film označil za drugo najslabšo grozljivko vseh časov in za »potrato časa tako po zasnovi kot po izvedbi«.

### Izkupiček
Ko je film bil predvajan 25. septembra 2009 v dvanajstih kinih, je v prvem dnevu prinesel 36.146 USD prihodkov in 77.873 USD v prvem vikendu oziroma 6489 USD na lokacijo. Do še večjega uspeha je prišlo, ko se je film predvajal v 33 kinih 1. oktobra 2009 in tako podvojil svoj zaslužek na 532.242 USD, torej v povprečju 16.129 USD na lokacijo oziroma skupno 776.763 USD v desetih dneh.
S predvajanjem v 160 kinih v vikendu med 9. in 11. oktobrom je film prinesel 2.659.296 USD tisti petek, torej 16.621 USD na kino. Čez vikend je film dosegel vrhunec zaslužka na kino, in sicer v povprečju 49.379 USD ter tako pristal na četrtem mestu za Počitnicami za odrasle (Couples Retreat), Dobrodošli v deželi zombijev (Zombieland) in Oblačnim z mesnimi kroglicami (Cloudy with a Chance of Meatballs). Čez vikend 16. oktobra 2009 se je Paranormalno predvajalo v 600 več kinematografov s prihodkom 19.617.650 USD ter s 25.813 USD na kino prišlo do prihodka 33.171.743 USD. Čez vikend 23. oktobra 2009 se je Paranormalno povzpelo na prvo mesto po prihodku in preseglo Žago VI (Saw VI), ki je prej prinesla 14.118.444 USD s predvajanjem v 3036 kinih, medtem ko se je Paranormalno predvajalo v 1945 kinih. Film je prinesel 107.918.810 USD prihodka in še dodatnih 85.436.990 USD na tujih trgih. Končni prihodek od predvajanja v kinematografih je bil torej 193.355.800 USD.

### Pohvale
Film je bil nominiran za najboljši prvenec na podelitvi nagrad Independent Spirit 2009.

## Sorodna dela
Na Japonskem je leta 2010 izšlo nadaljevanje z naslovom Paranormalno 2: Tokijska noč (Paranormal Activity: Tokyo Night). Prav tako je leta 2010 izšel »mockbuster« distribucijskega podjetja The Asylum, ki so ustvarili podoben film z naslovom Paranormalna entiteta (Paranormal Entity). Slednjemu je sledilo še več filmov.

### Elektronski strip
Decembra 2009 je bil za iPhone izdan kratek elektronski strip z naslovom Paranormalno: Iskanje Katie (Paranormal Activity: Search for Katie). Napisal ga je Scott Lobdell in vsebuje risbe Marka Badgerja.

### VR igra
VRWerx je izdal VR igro z naslovom Paranormalno: Izgubljena duša (Paranormal Activity: The Lost Soul) za Oculus Rift, HTC Vive in PlayStation VR.

## Parodije
7. marca 2010 sta Alec Baldwin in Steve Martin odigrala parodijo na film kot del predstave na 82. podelitvi oskarjev.